# Dyspetes luteomarginatus
Dyspetes luteomarginatus är en stekelart som beskrevs av Heinrich Habermehl 1925. I den svenska databasen Dyntaxa används istället namnet Dyspetes praerogator.
Dyspetes luteomarginatus ingår i släktet Dyspetes och familjen brokparasitsteklar. Arten är reproducerande i Sverige. Utöver nominatformen finns också underarten Dyspetes luteomarginatus arrogator.